# Mário Gobbi
Mário Gobbi Filho (Jaú, 21 de agosto de 1961) é um delegado de polícia, ex-vice-presidente, ex-diretor de futebol e ex-presidente do Corinthians.

## Biografia
Nascido em Jaú, Mário Gobbi Filho é Bacharel em Ciências Jurídicas pela Universidade Mackenzie e delegado de polícia titular em São Bernardo do Campo.
Mário Gobbi Filho, na gestão de Alberto Dualib, tornou-se conselheiro vitalício do Corinthians em 2002, mesmo assim foi uns dos articuladores da campanha que levou Andrés Sanchez ao primeiro mandato na presidência do clube em 2007. Durante esse mandato, Gobbi ocupou os cargos de vice-presidente e diretor de futebol até dezembro de 2010. Prestes a encerrar-se o mandato de Sanchez, em dezembro de 2011, e às vésperas das eleições no Conselho Deliberativo do Corinthians para o futuro mandato, o nome de Gobbi aparece como "candidato da situação" à presidência do clube, indicado pelo presidente, cujo pleito aconteceu no dia 11 de fevereiro de 2012.

### Desentendimento com integrantes de torcida organizada
Depois da transferência de jogadores titulares, Cristian e André Santos, houve um desentendimento de Mário Gobbi com alguns integrantes de uma torcida organizada.
Dentro de seu período de gestão, Douglas, na época o camisa 10 do time já em fase decadente e constantemente alvo de críticas da imprensa especializada e da torcida, por conta de más atuações, foi negociado com um clube dos Emirados Árabes.
Em um evento social do clube em sua sede, o Parque São Jorge, após Gobbi chamar todos os integrantes de torcida organizada de "ignorantes", ele foi agredido com uma cadeira atirada por um dos participantes, integrante da torcida organizada Camisa 12.

### A saída da diretoria do Corinthians com um "até breve"
Em 7 de dezembro de 2010, Gobbi expede a seguinte nota oficial: 
| “ | Corinthianos, após três anos no cargo de diretor de futebol, entendo que urge passar o bastão. O ciclo se completou e a rotatividade no poder é salutar para termos um Corinthians sempre vencedor. ...Há muito a ser feito e o egoísmo não me permite acumular a experiência apenas para minha satisfacão. É imperativo torna-se agente multiplicador. Até breve, Cordialmente, Mário Gobbi Filho. | ” |